# Dragon, i misteri della vecchia Pechino
Dragon, i misteri della vecchia Pechino è un gioco da tavolo da 2 fino a 6 giocatori del 1988 a tema investigativo edito da Milton Bradley. Costituisce l'edizione italiana dell'americano "Mysteries of old Peking – The Chinese Detective Game" uscito l'anno precedente. Lo scopo del gioco consiste nel riuscire a risolvere dei crimini, raccolti in un apposito registro, prima dei propri avversari.

## Il gioco

### Preparazione
Nella confezione del gioco si trovano i seguenti elementi:
- un tabellone
- 6 pedine detective
- 60 carte testimoni
- 12 carte spia
- 12 carte saggio
- 24 carte della sorte cinesi
- 4 dischetti drago cinese
- 4 cartelli degli imputati
- 1 registro dei crimini
- 1 blocco di fogli indizio
- 1 rivelatore rosso
- 1 specchio
- 1 decodificatore spia
- 1 carta mascherino
- 1 dado

Ogni giocatore si dovrà munire di una pedina detective, un cartello degli imputati, un foglio indizi ed una matita. Le pedine verranno poi poste al centro della plancia di gioco (il centro di Pechino), e nelle apposite caselle verranno posizionati i draghi, che costituiscono delle barriere invalicabili. Al lato del tabellone si dovranno disporre: il rivelatore rosso, il decodificatore spia, lo specchio ed il mazzo mescolato delle carte della sorte cinesi. A questo punto verrà scelto o sorteggiato un caso irrisolto tra i 50 proposti nel registro e lo si leggerà ad alta voce, ascoltando il testo i giocatori potranno decidere dove iniziare le indagini, in calce al testo sono indicati i numeri delle 8 carte testimone da disporre nelle rispettive località.

### Regolamento
Con un tiro di dadi si stabilisce l'ordine di partenza dei giocatori. A questo punto il giocatore di mano tira il dado e muove la sua pedina di un certo numero di caselle, che sono di tre tipologie:
- caselle coi rombi, che obbligano il giocatore a pescare una carta della sorte cinese che può avere effetti positivi (possibilità di muovere uno o due draghi o viaggi veloci verso certe località) o negativi (che costringono il giocatore a rivelare alcuni indizi).
- caselle risciò, che permettono al giocatore di visitare una località a sua scelta.
- località, nelle quali il giocatore può interrogare i testimoni, sono: il ristorante (sig. Kèi Bon), il porto (sig. Put Soo), il salone di bellezza (miss Mei Kap), la lavanderia (sig. Lao Vao), il palazzo di giada (lady Kal Ina), la gioielleria (sig.ra Per Lao), il tempio (il Saggio) e il mercato (la Spia).

Per interrogare un testimone si dovrà utilizzare il rivelatore rosso (o il decodificatore nel caso della Spia, e lo specchio per il Saggio), ogni testimone ha un indizio diverso riguardo al colpevole che permetterà al giocatore di restringere la lista degli imputati. Quando un giocatore è sicuro di avere individuato il colpevole si deve recare verso il drago in cui lo stesso è nascosto, e a questo punto procederà ad accusare l'imputato prescelto e con la carta mascherino andrà a verificare se la sua risposta è quella giusta o se il colpevole è un altro della lista, nel primo caso il giocatore è dichiarato vincitore, nel secondo viene invece eliminato e gli avversari continuano la partita sino a quando non viene scoperto il vero colpevole.